# Jordan McLaughlin
Pour les articles homonymes, voir McLaughlin.
Jordan McLaughlin, né le 9 avril 1996 à Pasadena en Californie, est un joueur américain de basket-ball évoluant au poste de meneur et mesurant 1,80 m.

## Biographie

### Timberwolves du Minnesota (2019-2024)
Le 21 juillet 2019, il signe un contrat two-way avec les Timberwolves du Minnesota pour la saison saison 2019-2020. Il signe un nouveau contrat two-way avec les Wolves le 17 décembre 2020.
En septembre 2021, il prolonge et paraphe un contrat de 3 ans et 6,5 millions de dollars en faveur de la franchise du Minnesota.

### Kings de Sacramento (2024-février 2025)
Agent libre à l'été 2024, il signe avec les Kings de Sacramento pour une saison.

### Spurs de San Antonio (depuis février 2025)
Le 3 février 2025, il est transféré vers les Spurs de San Antonio dans un échange à trois équipes incluant les Spurs, les Bulls de Chicago et les Kings de Sacramento.

## Statistiques

### Universitaires
| Saison    | Équipe   | Matchs | Titul. | Min./m | % Tir | % 3pts | % LF | Rbds/m. | Pass/m. | Int/m. | Ctr/m. | Pts/m. |
| --------- | -------- | ------ | ------ | ------ | ----- | ------ | ---- | ------- | ------- | ------ | ------ | ------ |
| 2014-2015 | USC      | 22     | 21     | 31,6   | 35,2  | 27,2   | 65,2 | 3,00    | 4,50    | 1,50   | 0,20   | 12,10  |
| 2015-2016 | USC      | 34     | 34     | 32,4   | 47,1  | 42,4   | 73,8 | 3,80    | 4,70    | 1,60   | 0,10   | 13,40  |
| 2016-2017 | USC      | 36     | 36     | 34,1   | 45,9  | 40,2   | 79,8 | 3,60    | 5,50    | 1,50   | 0,10   | 12,90  |
| 2017-2018 | USC      | 36     | 36     | 35,3   | 44,9  | 39,7   | 74,6 | 3,70    | 7,80    | 2,00   | 0,20   | 12,80  |
| Carrière  | Carrière | 128    | 127    | 33,5   | 43,9  | 37,9   | 73,8 | 3,50    | 5,80    | 1,70   | 0,20   | 12,90  |

### Professionnelles

#### Saison régulière
| Saison    | Équipe    | Matchs | Titul. | Min./m | % Tir | % 3pts | % LF | Rbds/m. | Pass/m. | Int/m. | Ctr/m. | Pts/m. |
| --------- | --------- | ------ | ------ | ------ | ----- | ------ | ---- | ------- | ------- | ------ | ------ | ------ |
| 2019-2020 | Minnesota | 30     | 2      | 19,7   | 48,9  | 38,2   | 66,7 | 1,60    | 4,20    | 1,10   | 0,10   | 7,60   |
| 2020-2021 | Minnesota | 51     | 2      | 18,4   | 41,3  | 35,9   | 76,7 | 2,10    | 3,80    | 1,00   | 0,10   | 5,00   |
| 2021-2022 | Minnesota | 62     | 3      | 14,5   | 44,0  | 31,8   | 75,0 | 1,50    | 2,90    | 0,90   | 0,20   | 3,80   |
| 2022-2023 | Minnesota | 43     | 0      | 15,8   | 42,1  | 30,8   | 83,3 | 1,40    | 3,40    | 0,70   | 0,10   | 3,70   |
| 2023-2024 | Minnesota | 56     | 0      | 11,2   | 48,3  | 47,2   | 72,2 | 1,30    | 2,00    | 0,60   | 0,10   | 3,50   |
| Carrière  | Carrière  | 242    | 7      | 15,4   | 44,6  | 36,9   | 73,8 | 1,60    | 3,10    | 0,90   | 0,10   | 4,40   |

#### Playoffs
| Saison   | Équipe    | Matchs | Titul. | Min./m | % Tir | % 3pts | % LF | Rbds/m. | Pass/m. | Int/m. | Ctr/m. | Pts/m. |
| -------- | --------- | ------ | ------ | ------ | ----- | ------ | ---- | ------- | ------- | ------ | ------ | ------ |
| 2022     | Minnesota | 5      | 0      | 16,6   | 70,6  | 57,1   | 75,0 | 2,40    | 3,40    | 1,00   | 0,00   | 6,20   |
| 2023     | Minnesota | 2      | 0      | 7,1    | 0,0   | 0,0    | –    | 1,00    | 1,00    | 0,00   | 0,00   | 0,00   |
| 2024     | Minnesota | 6      | 0      | 5,0    | 22,2  | 0,0    | 0,0  | 0,70    | 0,30    | 0,00   | 0,00   | 0,70   |
| Carrière | Carrière  | 13     | 0      | 9,8    | 46,7  | 28,6   | 50,0 | 1,40    | 1,60    | 0,40   | 0,00   | 2,70   |

## Records sur une rencontre en NBA
Les records personnels de Jordan McLaughlin en NBA sont les suivants, :
| Type de statistique        | Saison régulière | Saison régulière          | Saison régulière | Playoffs | Playoffs             | Playoffs      |
| Type de statistique        | Record           | Adversaire                | Date             | Record   | Adversaire           | Date          |
| -------------------------- | ---------------- | ------------------------- | ---------------- | -------- | -------------------- | ------------- |
| Points                     | 24               | Clippers de Los Angeles   | 8 février 2020   | 16       | Grizzlies de Memphis | 23 avril 2022 |
| Paniers marqués            | 11               | Clippers de Los Angeles   | 8 février 2020   | 5        | Grizzlies de Memphis | 23 avril 2022 |
| Paniers tentés             | 15               | 2 fois                    | 2 fois           | 6        | Grizzlies de Memphis | 23 avril 2022 |
| Paniers à 3 points réussis | 3                | 9 fois                    | 9 fois           | 4        | Grizzlies de Memphis | 23 avril 2022 |
| Paniers à 3 points tentés  | 7                | @ Bucks de Milwaukee      | 23 février 2021  | 4        | Grizzlies de Memphis | 23 avril 2022 |
| Lancers francs réussis     | 3                | 6 fois                    | 6 fois           | 2        | Grizzlies de Memphis | 23 avril 2022 |
| Lancers francs tentés      | 6                | Celtics de Boston         | 27 décembre 2021 | 2        | 2 fois               | 2 fois        |
| Rebonds offensifs          | 3                | @ Raptors de Toronto      | 30 mars 2022     | -        | -                    | -             |
| Rebonds défensifs          | 6                | @ 76ers de Philadelphie   | 3 avril 2021     | 5        | Grizzlies de Memphis | 29 avril 2022 |
| Rebonds totaux             | 6                | 2 fois                    | 2 fois           | 5        | Grizzlies de Memphis | 29 avril 2022 |
| Passes décisives           | 11               | 2 fois                    | 2 fois           | 4        | 3 fois               | 3 fois        |
| Interceptions              | 6                | Trail Blazers de Portland | 5 mars 2022      | 2        | 2 fois               | 2 fois        |
| Contres                    | 2                | Celtics de Boston         | 21 février 2020  | -        | -                    | -             |
| Balles perdues             | 4                | 2 fois                    | 2 fois           | 2        | Grizzlies de Memphis | 23 avril 2022 |
| Minutes jouées             | 42               | @ 76ers de Philadelphie   | 3 avril 2021     | 25       | Grizzlies de Memphis | 29 avril 2022 |

- Double-double : 3
- Triple-double : 0

Dernière mise à jour : 15 juillet 2022